# Condado de Talbot (Maryland)
El condado de Talbot es un condado ubicado en el estado de Maryland. En 2000, su población es de 33.812 habitantes. Su nombre es el de Grace Talbot, esposa de Robert Talbot, estadista Irlandés, y hermana de Cæcilius Calvert, segundo Barón de Baltimore. Su sede está en Easton.

## Historia
La primera referencia al Condado de Talbot data de 1661 o 1662 cuando se nombró a un alguacil para el condado.
John Dickinson, padre fundador de los Estados Unidos nació en Trappe.

## Leyes y gobierno
El Condado de Talbot obtuvo su autonomía legislativa en 1970 según las leyes del estado.

## Demografía
Según el censo de 2000, el condado cuenta con 33.812 habitantes, 14.307 hogares y 9.628 familias que residentes. La densidad de población es de 49 hab/km² (126 hab/mi²). Hay 16.500 unidades habitacionales con una densidad promedio de 24 u.a./km² (61 u.a./mi²). La composición racial de la población del condado es 81,98% Blanca, 15,36% Negra o Afroamericana, 0,18% Nativa americana, 0,80% Asiática, 0,13% De las islas del Pacífico, 0,77% de Otros orígenes y 0,78% de dos o más razas. El 1,82% de la población es de origen Hispano o Latino cualquiera sea su raza de origen.
De los 14.307 hogares, en el 26,40% viven menores de edad, 54,40% están formados por parejas casadas que viven juntas, 9,80% son llevados por una mujer sin esposo presente y 32,70% no son familias. El 27,80% de todos los hogares están formados por una sola persona y 13,00% incluyen a una persona de más de 65 años. El promedio de habitantes por hogar es de 2,32 y el tamaño promedio de las familias es de 2,82 personas.
El 21,70% de la población del condado tiene menos de 18 años, el 5,60% tiene entre 18 y 24 años, el 25,20% tiene entre 25 y 44 años, el 27,20% tiene entre 45 y 64 años y el 20,40% tiene más de 65 años de edad. La mediana de la edad es de 43 años. Por cada 100 mujeres hay 91,20 hombres y por cada 100 mujeres de más de 18 años hay 87,60 hombres.
La renta media de un hogar del condado es de $43.532, y la renta media de una familia es de $53.214. Los hombres ganan en promedio $33.757 contra $26.871 por las mujeres. La renta per cápita en el condado es de $28.164. 8,30% de la población y 5,30% de las familias tienen entradas por debajo del nivel de pobreza. De la población total bajo el nivel de pobreza, el 10,5 son menores de 18 y el 7,9% son mayores de 65 años.

## Ciudades y pueblos
Las cinco municipalidades del condado están clasificadas como pueblos según las leyes de Maryland.
1. Easton (desde 1970)
2. Oxford (desde 1852)
3. Queen Anne (desde 1953) (Parte de este pueblo se encuentra en el Condado de Queen Anne.)
4. Saint Michaels (desde 1804)
5. Trappe (desde 1827)

- CDP:

1. Cordova
2. Tilghman Island

- Áreas no incorporadas por el censo:

1. Bozman
2. Claiborne
3. McDaniel
4. Neavitt
5. Newcomb
6. Royal Oak
7. Sherwood
8. Wittman
9. Fairbanks
10. Wye Mills